# Gustav Bach (Bildhauer)
Gustav Bach (* 15. September 1871 in Rudolstadt; † 30. Oktober 1954 in Dresden) war ein deutscher Maler und Bildhauer.

## Leben

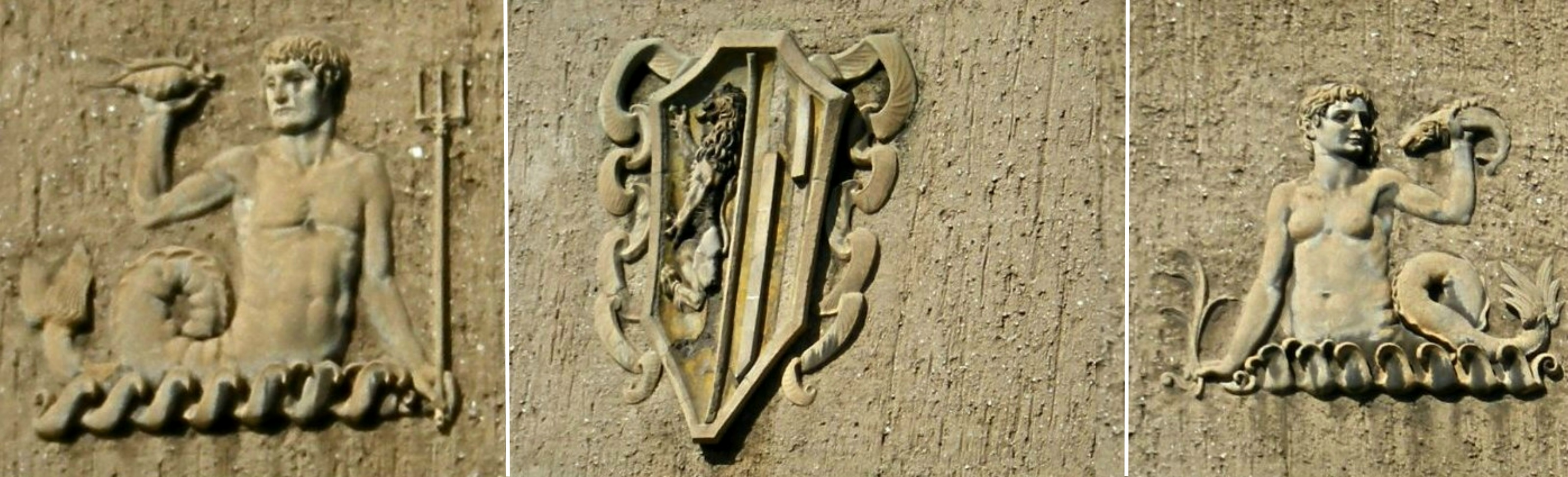
Reliefs Triton und Najade sowie das Dresdner Stadtwappen an der Fassade des Sachsenbads in Dresden-Pieschen

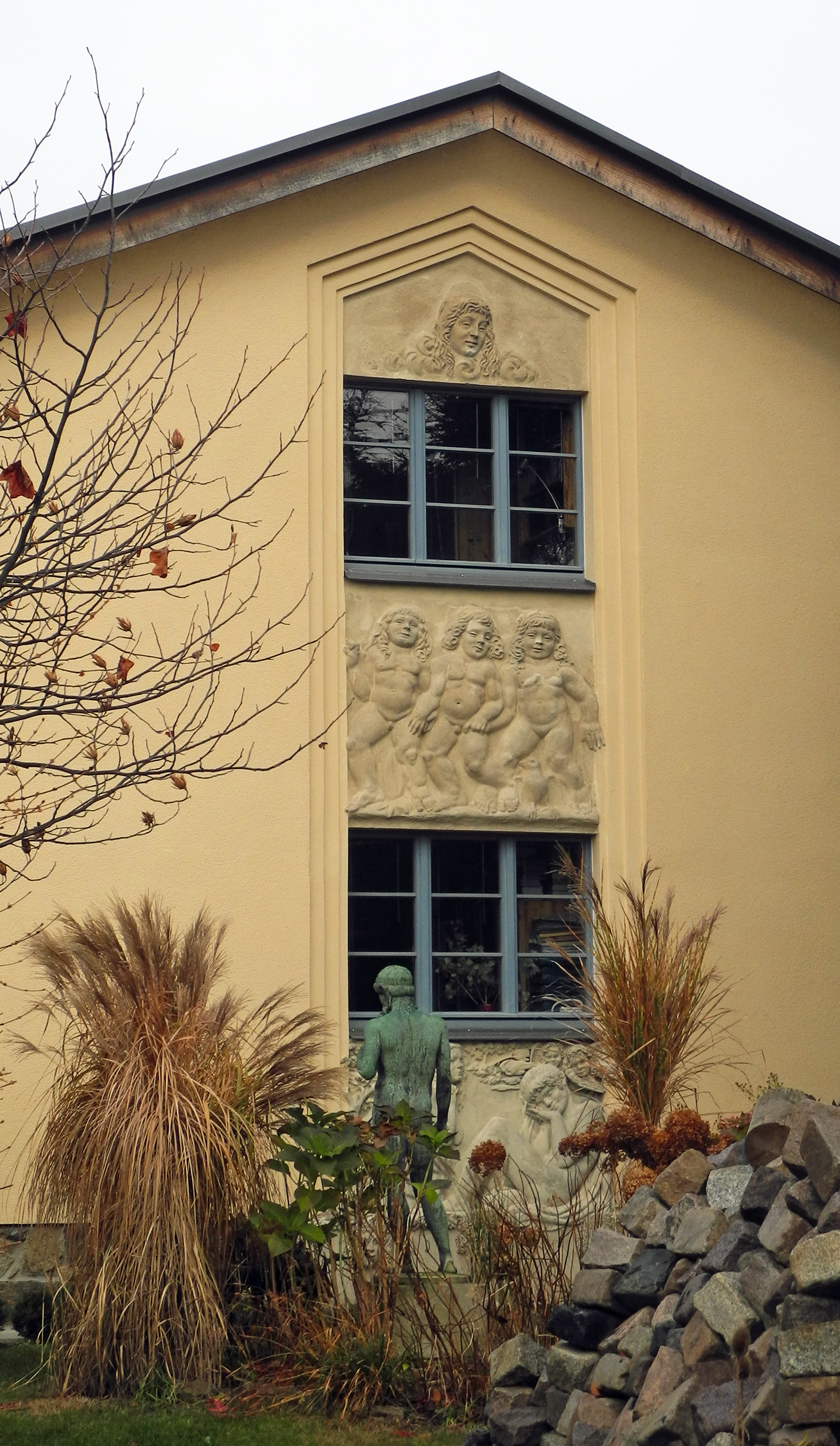
Reliefs an seinem Wohn- und Atelierhaus in Dresden-Rochwitz, Karpatenstr. 12

Bach absolvierte in Rudolstadt eine dreijährige Lehre als Porzellanmaler. Anschließend studierte er Malerei und Bildhauerei an der Kunstakademie München und in Berlin. 1902 folgte eine Studienreise nach Italien, wobei er unter anderem Rom, Florenz und Venedig besuchte. 1908 zog er nach Dresden und studierte an der Kunstakademie in Dresden als Schüler von Robert Diez.
1926 bezog Bach in Dresden-Rochwitz sein neues Haus; bis 1934 arbeitete er im Atelier des Künstlerhauses in Loschwitz. 
In der Zeit des Nationalsozialismus war Bach obligatorisch Mitglied der Reichskammer der bildenden Künste. Für diese Zeit ist jedoch nur seine Teilnahme an der Sächsischen Kunstausstellung 1934 und der Kunstausstellung Dresden 1936 sicher belegt.
Bach wurde auf dem Friedhof in Bühlau beigesetzt.

## Werke, Auswahl
- 1926: Reliefs an seinem Wohn- und Atelierhaus, mit der Darstellung der Tageszeiten Morgen, Mittag und Abend
- 1928: Reliefs Triton, Najade und Dresdner Stadtwappen, an der Fassade des Sachsenbades in Dresden-Pieschen[4]
- Übergroßes Wandbild Friedrich Schiller für die Volksschule Dresden-Blasewitz, Kriegsverlust